# 2040
- Wikisource

| Calendário gregoriano                                                        | 2040 MMXL                            |
| Ab urbe condita                                                              | 2793                                 |
| Calendário arménio                                                           | 1490 – 1491                          |
| Calendário bahá'í                                                            | 196 – 197                            |
| Calendário budista                                                           | 2584                                 |
| Calendário chinês                                                            | 4736 – 4737 Início a 12 de fevereiro |
| Calendário copta                                                             | 1756 – 1757                          |
| Calendário etíope                                                            | 2032 – 2033                          |
| Calendários hindus - Vikram Samvat - Calendário nacional indiano - Cáli Iuga | 2095 – 2096 1961 – 1962 5140 – 5141  |
| Calendário Holoceno                                                          | 12040                                |
| Calendário islâmico                                                          | 1462 – 1463                          |
| Calendário judaico                                                           | 5800 – 5801                          |
| Calendário persa                                                             | 1418 – 1419 Início a 20 de março     |
| Calendário rúnico                                                            | 2290                                 |
| Calendário solar tailandês                                                   | 2583                                 |

2040 (MMXL, na numeração romana) será um ano bissexto do século XXI que começará num domingo, segundo o calendário gregoriano. As suas letras dominicais serão AG. A terça-feira de Carnaval ocorrerá a 14 de fevereiro e o domingo de Páscoa a 1 de abril. Segundo o horóscopo chinês, será o ano do Macaco, começando a 12 de fevereiro.

| Evento                                                   | Data            | Hora  |
| -------------------------------------------------------- | --------------- | ----- |
| Aquário                                                  | 20 de janeiro   | 11:21 |
| Peixes                                                   | 19 de fevereiro | 01:24 |
| primavera no hemisfério norte e outono no hemisfério sul |                 |       |
| Carneiro/equinócio                                       | 20 de março     | 00:12 |
| Touro                                                    | 19 de abril     | 10:59 |
| Gémeos                                                   | 20 de maio      | 09:56 |
| verão no hemisfério norte e inverno no hemisfério Sul    |                 |       |
| Caranguejo/solstício                                     | 20 de junho     | 17:46 |
| Leão                                                     | 22 de julho     | 04:41 |
| Virgem                                                   | 22 de agosto    | 11:53 |
| Outono no Hemisfério Norte e Primavera no Hemisfério Sul |                 |       |
| Balança/equinócio                                        | 22 de setembro  | 09:45 |
| Escorpião                                                | 22 de outubro   | 19:20 |
| Sagitário                                                | 21 de novembro  | 17:05 |
| inverno no hemisfério norte e verão no hemisfério sul    |                 |       |
| Capricórnio/solstício                                    | 21 de dezembro  | 06:33 |

| UTC: Portugal Continental, Madeira, Guiné-Bissau e São Tomé e Príncipe Subtrair (-): 1 h nos Açores e Cabo Verde 2 h nas Ilhas oceânicas brasileiras 3 h em Brasília, em Goiás, na Amazônia Oriental Brasileira e no nordeste, sudeste e sul brasileiros 4 h na Amazônia Ocidental Brasileira, Mato Grosso e Mato Grosso do Sul 5 h no Acre e sudoeste do Amazonas Adicionar (+): 1 h em Angola e Guiné Equatorial 2 h em Moçambique 8 h em Macau 9 h em Timor-Leste. |
| Adicionar uma hora durante a vigência do horário de verão: Portugal Continental : De 25 de março a 28 de outubro de 2040 |

| Ano completo                       |
| ---------------------------------- |
| Ano bissexto com início ao domingo |

## Eventos esperados e previstos
- Ano do Macaco, segundo o Horóscopo chinês.

### Maio
- 11 de maio - Eclipse solar parcial.[1]

- 26 de maio - Eclipse lunar total.[2]

### Setembro
- 8 de setembro - Alinhamento planetário de Mercúrio, Vênus, Marte, Júpiter, Saturno e a lua crescente.[3]

### Novembro
- A Grande Mancha Vermelha na atmosfera de Júpiter se tornará circular, de acordo com cálculos baseados em sua taxa de redução no momento.

- 4 de novembro - Eclipse solar parcial.[4]

- 18 de novembro - Eclipse lunar total.[5]

### Datas desconhecidas
- O Reino Unido e a França planejam proibir a venda de todos os novos carros a diesel e a gasolina até este ano.[6]

- O Japão terá fechado a última de suas usinas nucleares.[7]

- A Força Aérea dos Estados Unidos iniciará pelo menos uma eliminação parcial de seus bombardeiros B-52, que neste ano terão cumprido 85 anos de combate.

- Data de conclusão prevista para o corredor ferroviário das redes transeuropeias de transporte (TEN-T) da Alemanha para o sul da Itália.[8]

- Amsterdã pretende ser livre de combustível fóssil, alimentando seus carros elétricos, caminhões, barcos e edifícios com energia gerada pelo vento, solar e biomassa.[9]

- Conclusão da rota ferroviária de alta velocidade do Corredor Nordeste, que vai de Boston a Washington, D.C.[10][11]

- Realização dos Jogos Olímpicos de Verão de 2040

## Na ficção

### Nos filmes
- As séries de anime Macross Plus, Cybaster e Bubblegum Crisis: Tokyo 2040 estão marcadas para este ano.

- No universo de Star Trek: The Next Generation, a televisão se torna obsoleta, segundo o tenente-comandante Data.

- Os principais eventos do filme The Purge: Election Year acontecem principalmente neste ano.

### Na televisão
- A coleção de contos curtas de Doctor Who chamada Short Trips: 2040 é ambientada neste ano.

## Epacta e idade da Lua
| Epacta gregoriana | 16 (XVI) |
| Idade da Lua      | Letra q  |